# Leptopholcus dalei
Leptopholcus dalei là một loài nhện trong họ Pholcidae. Loài này có ở Puerto Rico và quần đảo Virgin thuộc Mỹ.